# Inmigración austríaca en Colombia
La  inmigración austríaca en Colombia es el movimiento migratorio proveniente de Austria hacia Colombia. Aunque la comunidad austriaca en Colombia es pequeña, hizo algunas contribuciones culturales al país.

## Inmigrantes y descendientes notables
- Friedrich Donenfeld, director de fútbol de Selección de Colombia, 1949.
- Heinz Goll, escultor, grabador y pintor.
- Gerardo Reichel-Dolmatoff, antropólogo y arqueólogo.
- Ana María Kamper, actriz.
- María Emilia Kamper, actriz.
- Noelle Schonwald, actriz.
- Rodrigo Uprimny , jurista.
- Jorge Rausch, chef y presentador.